# Split Open
Lo Split Open è un torneo professionistico di tennis che fa parte del circuito Challenger. Si gioca annualmente dal 2020 sui campi in terra rossa del Firule Tennis Club a Spalato, in Croazia.

## Albo d'oro

### Singolare
| Anno      | Campione              | Finalista       | Punteggio        |
| --------- | --------------------- | --------------- | ---------------- |
| 2024      | Jozef Kovalík         | Zsombor Piros   | 6–4, 5–7, 7–5    |
| 2023      | Zsombor Piros         | Norbert Gombos  | 7–6(2), 7–6(9)   |
| 2022      | Christopher O'Connell | Zsombor Piros   | 6–3, 2–0 rit.    |
| 2021 (II) | Kacper Żuk            | Mathias Bourgue | 6–4, 6–2         |
| 2021 (I)  | Blaž Rola             | Blaž Kavčič     | 2–6, 6–3, 6–2    |
| 2020      | Francisco Cerúndolo   | Pedro Sousa     | 4–6, 6–3, 7–6(4) |

### Doppio
| Anno      | Campioni                              | Finalisti                                   | Punteggio           |
| --------- | ------------------------------------- | ------------------------------------------- | ------------------- |
| 2024      | Jonathan Eysseric Bart Stevens        | Filip Bergevi Mick Veldheer                 | 0–6, 6–4, [10–8]    |
| 2023      | Sadio Doumbia Fabien Reboul           | Anirudh Chandrasekar Vijay Sundar Prashanth | 6–4, 6–4            |
| 2022      | Nathaniel Lammons (2) Albano Olivetti | Sadio Doumbia Fabien Reboul                 | 4–6, 7–6(6), [10–7] |
| 2021 (II) | Szymon Walków Jan Zieliński           | Grégoire Barrère Albano Olivetti            | 6–2, 7–5            |
| 2021 (I)  | Andrej Golubev Oleksandr Nedovjesov   | Szymon Walków Jan Zieliński                 | 7–5, 6(5)–7, [10–5] |
| 2020      | Treat Huey Nathaniel Lammons (1)      | André Göransson Hunter Reese                | 6–4, 7–6(3)         |